# مسمار عروي

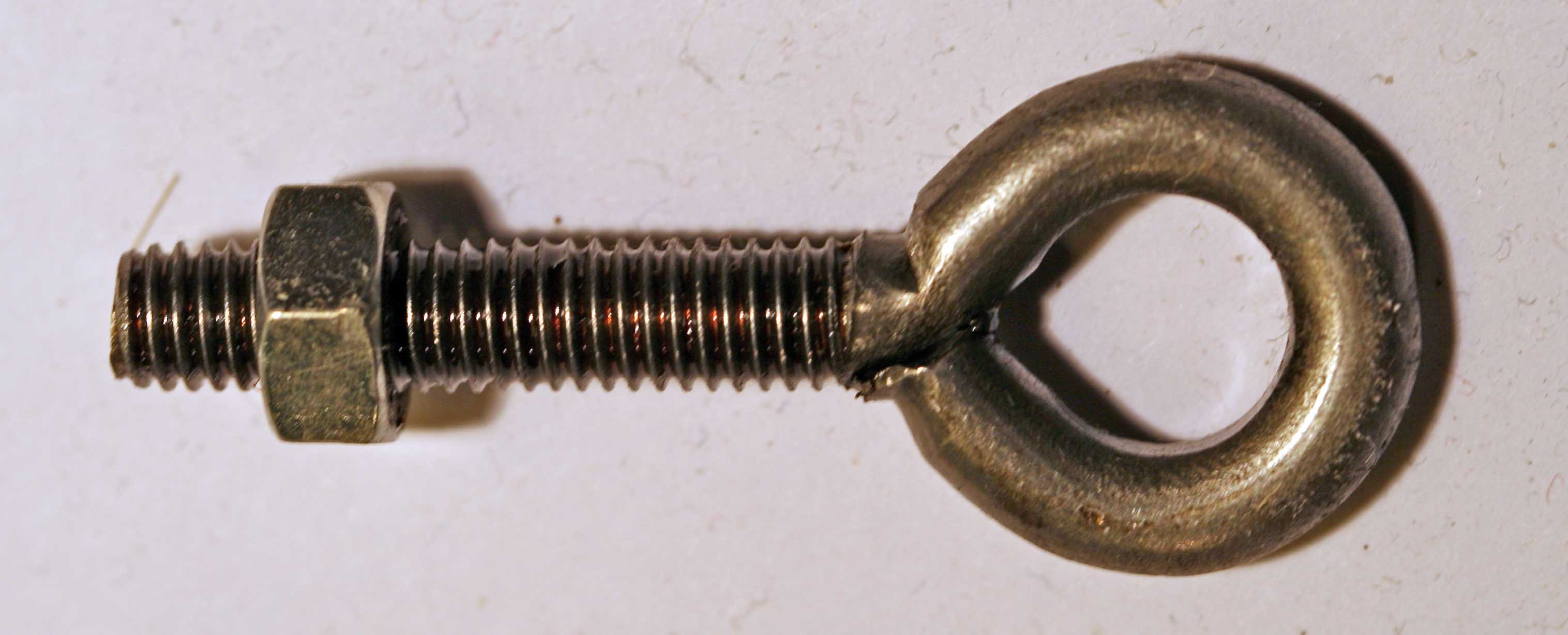
مسمار علوي مع صمولة

المسمار العُرْوِيّ أو المِصمال العُروي هو مصمال أو مسمارٌ به حلقة في أحد طرفيه. تُستخدم لإثبات عُروة بإحكام بالهيكل، بحيث يمكن بعد ذلك ربط الحبال أو الكَبلات به.

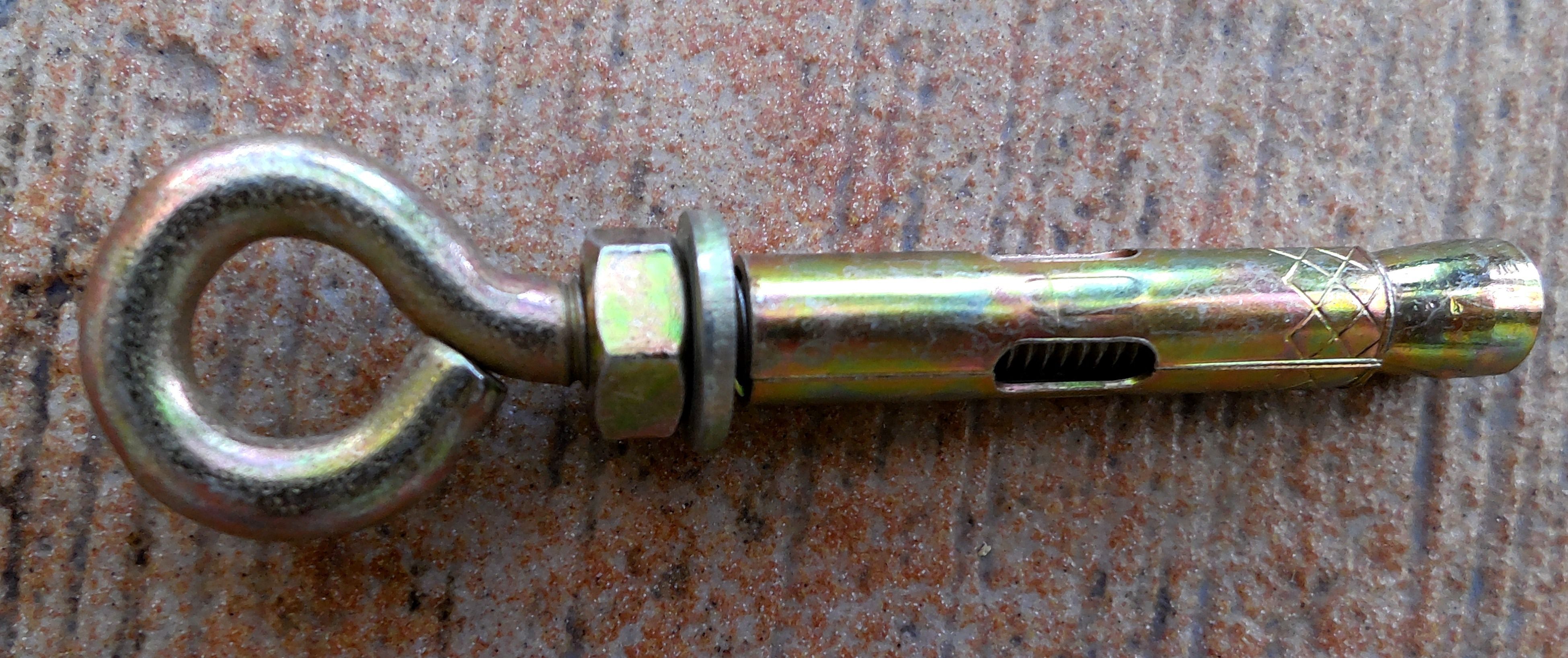

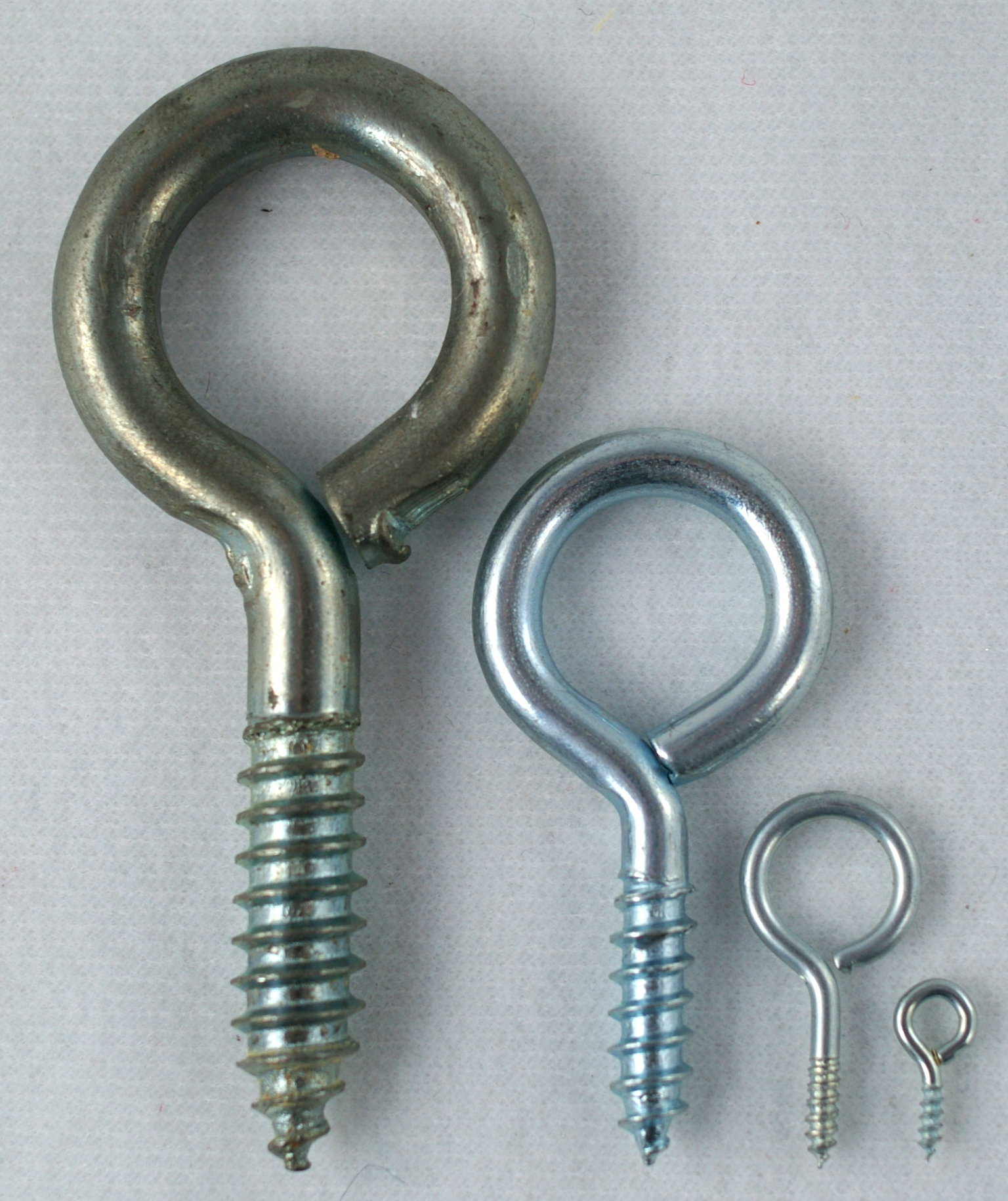